# Виноградарська сільська рада
Виногра́дарська сільська́ ра́да — колишня адміністративно-територіальна одиниця та орган місцевого самоврядування в Роздільнянському районі (поділ 1930—2020) Одеської області. Адміністративний центр — село Виноградар. Дата ліквідації АТО — 17 липня 2020 року.

## Загальні відомості
Виноградарська сільська рада була утворена в 1924 році.
- Територія ради: 56,75 км²
- Населення ради: 2 645 осіб (станом на 2019 рік)

## Історія
Станом на 1 вересня 1946 року до складу Виноградарської сільської ради, яка була у складі Біляївського району, входили: с. Виноградар, х. Будячки, х. Вакулівка, х. Ново-Градениця, х. Новоселівка, х. Садки, х. Червона Зірка.
На 1 липня 1965 року Виноградарська сільська рада була частиною Роздільнянського району.
Станом на 1 травня 1967 року до складу Виноградарської сільської ради входили: с. Виноградар, с. Будячки, с. Вакулівка, с-ще Карпове, с. Ленінське Друге, с. Миколаївка, с. Новоградениця, с. Новоселівка, с. Перше Травня, с. Садки. На території сільради був колгосп імені Леніна (господарський центр — Виноградар).
Відповідно до розпорядження КМУ № 623-р від 27 травня 2020 року «Про затвердження перспективного плану формування територій громад Одеської області» Виноградарська сільська рада як АТО разом ще з 9 сільрадами і 1 міською радою району ввійшла до складу спроможної Роздільнянської міської громади.
Сільрада як ОМС реорганізована з 10 грудня 2020 року шляхом приєднання до Роздільнянської міської ради.

## Населені пункти
Сільській раді були підпорядковані населені пункти:
- с. Виноградар
- с. Будячки
- с. Вакулівка
- с. Миколаївка
- с. Новоградениця
- с. Новодмитрівка Друга
- с. Перше Травня

## Населення
Згідно з переписом УРСР 1989 року чисельність наявного населення сільської ради становила 2906 осіб, з яких 1305 чоловіків та 1601 жінка.
За переписом населення України 2001 року в сільській раді мешкало 2515 осіб.

### Мова
Розподіл населення за рідною мовою за даними перепису 2001 року:
| Мова       | Відсоток |
| ---------- | -------- |
| українська | 80,41 %  |
| російська  | 16,90 %  |
| молдовська | 2,37 %   |
| білоруська | 0,12 %   |
| болгарська | 0,12 %   |
| румунська  | 0,04 %   |

|                    | 2014 | 2015 | 2016 | 2017 | 2018 | 2019 |
| Чоловіки           |      |      |      |      |      |      |
| 0-2                | 25   | 24   | 31   | 30   | 30   | 27   |
| 3-5                | 24   | 21   | 19   | 19   | 19   | 23   |
| 6-17               | 101  | 109  | 115  | 116  | 116  | 117  |
| 18-59              | 879  | 911  | 854  | 851  | 851  | 842  |
| 60 і старші        | 246  | 257  | 267  | 264  | 264  | 251  |
| Від 15 до 70 років | 1040 | 1063 | 1020 | 1019 | 1019 | 1027 |
| Жінки              |      |      |      |      |      |      |
| 0-2                | 28   | 37   | 34   | 33   | 33   | 37   |
| 3-5                | 24   | 25   | 24   | 25   | 25   | 26   |
| 6-17               | 110  | 108  | 130  | 128  | 128  | 131  |
| 18-59              | 883  | 917  | 864  | 865  | 865  | 870  |
| 60 і старші        | 251  | 261  | 272  | 273  | 273  | 261  |
| Від 15 до 70 років | 1043 | 1075 | 1025 | 1024 | 1024 | 1039 |

|                                          | 2014 | 2015 | 2016 | 2017 | 2018 | 2019 |
| Кількість домогосподарств                | 1140 | 1140 | 1140 | 1140 | 1140 | 1140 |
| Кількість народжених за минулий рік      | 22   | 27   | 34   | 34   | 21   |      |
| Кількість померлих за минулий рік        | 37   | 35   | 44   | 44   | 22   |      |
| Природний приріст (скорочення) населення |      |      |      |      |      |      |
| Прибуло                                  | -    | -    | 38   | 38   | 107  |      |
| Вибуло                                   | -    | -    | 25   | 25   | 29   |      |
| Міграційний приріст, скорочення          | -    | -    | 1    | 1    | -    |      |
| Загальна зміна чисельності населення     |      |      |      |      |      |      |
| Кількість виборців                       | 1795 | 1787 | 1788 | 1789 | 1794 |      |

## Статистичні дані
| Категорії земель                                             | Площа, га |
| Загальна площа земель, всього                                | 5675,0    |
| Землі сільськогосподарського призначення                     | 5077,40   |
| Землі житлової забудови                                      | 246,30    |
| Землі громадської забудови школа церква багато квартир. буд. |           |
| Землі природно-заповідного фонду                             | -         |
| Землі оздоровчого призначення                                | -         |
| Землі рекреаційного призначення                              | -         |
| Землі історико-культурного призначення                       | -         |
| Землі лісогосподарського призначення                         | 178,2     |
| Землі водного фонду                                          | 12,09     |
| Землі промисловості                                          | 4,3808    |
| Землі транспорту та зв'язку                                  | 158,23    |
| Землі енергетики                                             |           |
| Землі запасу                                                 |           |
| Землі резервного фонду                                       | 60,0      |
| Землі загального користування вулиці провулки                |           |
|                                                              |           |
| Площа земельних часток (паїв)                                | 3530,80   |
| Площа земельних ділянок під ОСГ                              | 148,86    |
|                                                              |           |
| Кількість земельних часток (паїв)                            | 316       |
| Кількість земельних ділянок під ОСГ                          | 384       |

|                                                                         | 2014    | 2015    | 2016    | 2017    | 2018    | 2019 |
| Кількість приватних будинків (садиб)                                    | 1163    | 1163    | 1163    | 1163    | 1163    |      |
| Загальна площа приватних будинків (садиб), кв.м                         | 59959   | 56693   | 60659   | 60559   | 60559   |      |
| Загальна площа земельних ділянок під приватні будинки, кв.м.            | 2463000 | 2463000 | 2463000 | 2463000 | 2463000 |      |
| Кількість багатоквартирних будинків                                     | 9       | 9       | 9       | 9       | 9       |      |
| Загальна площа житлового фонду багатоквартирних будинків, кв.м.         | 24474,9 | 24474,9 | 24474,9 | 24474,9 | 24474,9 |      |
| Загальна площа прибудинкових територій багатоквартирних будинків, кв.м. | 4474,9  | 4474,9  | 4474,9  | 4474,9  | 4474,9  |      |
| Кількість квартир у багатоквартирних будинках                           | 83      | 83      | 83      | 83      | 83      |      |
| Із загальної кількості квартир мають централізоване:                    |         |         |         |         |         |      |
| опалення                                                                | -       | -       | -       | -       | -       |      |
| водопровід                                                              | 83      | 83      | 83      | 83      | 83      |      |
| каналізацію                                                             | 64      | 64      | 64      | 64      | 64      |      |
| природний газ                                                           | -       | -       | 10      | 14      | 14      |      |
| гаряче водопостачання                                                   | -       | -       | -       | -       | -       |      |
| Кількість сімей та одинаків, що перебувають на квартирному обліку       | 4       | 6       | 8       | 9       | 9       |      |

|                                                                        |       |
| Загальна протяжність вулиць і доріг по території населеного пункту, км | 43590 |
| з них з твердим покриттям, км                                          | 14980 |
| з них ґрунтових, км                                                    | 28610 |
| Протяжність автошляхів державного значення, км                         | 20200 |
| Протяжність автошляхів місцевого значення, км                          | 23390 |
| Кількість мостів, од.                                                  | -     |

## Склад ради
Рада складалась з 20 депутатів та голови.
- Голова ради: Бурлаченко Сергій Дмитрович

### Керівний склад попередніх скликань
| Прізвище, ім'я, по батькові | Основні відомості                                                 | Дата обрання | Дата звільнення |
| --------------------------- | ----------------------------------------------------------------- | ------------ | --------------- |
| Пінах Іван Ярославович      | Сільський голова, 1965 року народження, безпартійний              | 26.03.2006   | 31.10.2010      |
| Бурлаченко Сергій Дмитрович | Сільський голова, 1968 року народження, освіта вища, безпартійний | 25.05.2014   |                 |

Примітка: таблиця складена за даними сайту Верховної Ради України

### Депутати
За результатами місцевих виборів 2010 року депутатами ради стали:

#### За суб'єктами висування
| Суб'єкт висування | Кількість обраних депутатів | %  |
| ----------------- | --------------------------- | -- |
| Партія регіонів   | 11                          | 55 |
| Народна партія    | 8                           | 40 |
| Самовисування     | 1                           | 5  |

#### За округами
| № округу        | Прізвище, ім'я, по батькові    | Дата визнання обраним | Освіта  | Партійна приналежність | Відомості про обраного депутата                          |
| --------------- | ------------------------------ | --------------------- | ------- | ---------------------- | -------------------------------------------------------- |
| Народна Партія  |                                |                       |         |                        |                                                          |
| 3               | Каушан Людмила Володимирівна   | 02.11.2010            | середня | член Народної партії   | Виноградарська сільська рада, землевпорядник             |
| 5               | Могурян Людмила Борисівна      | 02.11.2010            | вища    | член Народної партії   | Виноградарська сільська рада, секретар                   |
| 7               | Черватюк Олександр Павлович    | 02.11.2010            | середня | член Народної партії   | ТЧ-9, бригадир                                           |
| 10              | Лазур Надія Гаврилівна         | 02.11.2010            | вища    | член Народної партії   | Виноградарська сільська рада, бухгалтер                  |
| 12              | Заборіна Тетяна Олександрівна  | 02.11.2010            | середня | член Народної партії   | приватний підприємець                                    |
| 14              | Сидоренко Володимир Вікторович | 02.11.2010            | вища    | позапартійний          | управління Одеської залізниці, інженер                   |
| 15              | Поліщюк Сергій Анатолійович    | 02.11.2010            | середня | член Народної партії   | приватний підприємець                                    |
| 16              | Блідар Наталія Василівна       | 02.11.2010            | середня | член Народної партії   | Виноградарське відділення зв'язку                        |
| Партія регіонів |                                |                       |         |                        |                                                          |
| 1               | Безбудько Вікторія Віталіївна  | 02.11.2010            | середня | позапартійна           | Виноградарське відділення зв'язку, листоноша             |
| 2               | Радько Павло Пилипович         | 02.11.2010            | середня | позапартійний          | приватний підприємець                                    |
| 4               | Разан Олександр Андрійович     | 02.11.2010            | середня | член Партії регіонів   | приватний підприємець                                    |
| 6               | Бурлаченко Олег Борисович      | 02.11.2010            | вища    | член Партії регіонів   | торгова марка"Ферреро Україна", торговельний представник |
| 8               | Лазур Руслан Вікторович        | 02.11.2010            | вища    | член Партії регіонів   | КП «Одоміскелектротранс», начальник служби               |
| 11              | Горбунова Надія Миколаївна     | 02.11.2010            | вища    | член Партії регіонів   | домогосподарка                                           |
| 13              | Пінах Ганна Іванівна           | 02.11.2010            | вища    | член Партії регіонів   | Ст. Одеса-Головна, контролер, касир                      |
| 17              | Артишко Олексій Леонідович     | 02.11.2010            | середня | член Партії регіонів   | КП «Одесаводоканал»                                      |
| 18              | Сандул Ігор Володимирович      | 02.11.2010            | середня | позапартійний          | депо Одеса-сортувальна                                   |
| 19              | Заборін Роман Васильович       | 02.11.2010            | середня | позапартійний          | приватний підприємець                                    |
| 20              | Єпур Василь Олександрович      | 02.11.2010            | середня | позапартійний          | пенсіонер                                                |
| Самовисування   |                                |                       |         |                        |                                                          |
| 9               | Петров Олег Георгійович        | 02.11.2010            | вища    | позапартійний          | Св. Дмитрієвський храм, настоятель                       |